# Mark Anthony Hogan
 Mark Anthony Hogan (* 27. Januar 1931 in Chicago, Illinois; † 12. Februar 2017 in Denver, Colorado) war ein US-amerikanischer Politiker. Zwischen 1967 und 1971 war er Vizegouverneur des Bundesstaates Colorado.

## Werdegang
Mark Hogan studierte bis 1952 an der Georgetown University. Zwischen 1952 und 1954, also auch in der Endphase des Koreakrieges, diente er in der United States Navy.  Hauptberuflich war er danach als Grundstücksmakler tätig. Gleichzeitig schlug er als Mitglied der Demokratischen Partei eine politische Laufbahn ein. Für zwei Legislaturperioden war er Abgeordneter im Repräsentantenhaus von Colorado. 
1966 wurde Hogan zum Vizegouverneur des Staates Colorado gewählt. Dieses Amt bekleidete er nach einer Wiederwahl zwischen 1967 und 1971. Dabei war er Stellvertreter des republikanischen Gouverneurs John Arthur Love und Vorsitzender des Staatssenats. Im August 1980 nahm er als Delegierter an der Democratic National Convention in New York teil, auf der Präsident Jimmy Carter zur dann erfolglosen Wiederwahl nominiert wurde. Danach ist Hogan politisch nicht mehr in Erscheinung getreten.
Er starb am 12. Februar 2017.